# 长沙晚报
长沙晚报，1956年7月1日由长沙晚报报业集团创办，是湖南省长沙市市级报刊之一。

## 概况
长沙晚报创刊于1956年7月1日，最初叫做《长沙日报》。 1961年1月，《长沙日报》改为《长沙晚报》。文化大革命期间中断。1978年，《长沙晚报》复刊为《长沙日报》，1981年10月1日，又再次恢复《长沙晚报》名称。 2003年6月30日，该报将长沙至深圳的K517/518次列车（今K9017/9018次列车）冠名为“长沙晚报号”，此举是湖南传媒对交通运输工具的首次冠名。
2003年，中共中央办公厅及国务院办公厅发布通知，决定整治、停办大批县级报纸，同时允许地市报社兼并具有一定影响力的县市报，《长沙晚报》因此有偿兼并了《浏阳日报》。

## 办报宗旨
党的权威，人民的晚报

## 办报方针
权威、好看、有用、必读